# Крутских, Андрей Владимирович
Андре́й Влади́мирович Крутских (род. 30 августа 1951) — российский государственный и политический деятель, советский и российский дипломат, специальный представитель Президента Российской Федерации по вопросам международного сотрудничества в области информационной безопасности.
Чрезвычайный и полномочный посол (10 февраля 2016). Директор департамента международной информационной безопасности МИД России с 13 января 2020.
Действительный член Российской академии естественных наук. Входил в состав российской делегации на переговорах с США по ограничению стратегических наступательных вооружений.

## Биография
В 1973 году окончил Московский государственный институт международных отношений (МГИМО) МИД СССР. Владеет английским и испанским языками.
Доктор исторических наук, профессор, действительный член Российской академии естественных наук. Директор Центра международной информационной безопасности и научно-технологической политики МГИМО МИД России
Член оргкомитета Инфофорума — форума по информационной безопасности.
На российской дипломатической службе с 1973 г. занимал различные дипломатические должности в центральном аппарате Министерства (Департамент Северной Америки, Департамент по вопросам безопасности и разоружения, Департамент по вопросам новых вызовов и угроз) и за рубежом (Посольства Российской Федерации в Вашингтоне и Оттаве, Генеральное консульство Российской Федерации в Монреале).
с 2004 по 2005 и с 2009 по 2010 годы — Председатель группы правительственных экспертов ООН по проблеме обеспечения международной информационной безопасности.
в 2006 году возглавил группу экспертов по международной информационной безопасности Шанхайской организации сотрудничества.
С 1973 по 1979 год — референт, старший референт, атташе отдела США МИД СССР.
С 1979 по 1981 год — атташе, третий секретарь Посольства СССР в США.
С 1981 по 1987 год — третий секретарь, второй секретарь отдела США МИД СССР.
С 1987 по 1989 год — первый секретарь отдела США и Канады МИД СССР.
С 1989 по 1991 год — советник управления США и Канады МИД СССР.
С 1991 по 1991 год — советник Посольства СССР в Канаде.
С 1991 по 1993 год — советник Посольства Российской Федерации в Канаде.
С 1993 по 1995 год — консул — советник Генерального консульства Российской Федерации в Монреале, Канада.
С 1995 по 2002 год — начальник отдела Департамента по вопросам безопасности и разоружения МИД Российской Федерации.
С 2002 по 2009 год — заместитель директора Департамента по вопросам безопасности и разоружения МИД Российской Федерации.
С 2009 по 2012 год — заместитель директора Департамента по вопросам новых вызовов и угроз МИД Российской Федерации.
С марта 2012 по январь 2020 года — посол по особым поручениям Министерства иностранных дел Российской Федерации, а также специальный координатор по вопросам политического использования информационно-коммуникационных технологий. Курирует проблематику международного научно-технологического сотрудничества, обеспечения международной информационной безопасности и осуществление международных проектов в области высоких технологий.
С 6 февраля 2014 по 25 июля 2023 года — специальный представитель президента Российской Федерации по вопросам международного сотрудничества в области информационной безопасности.
С 13 января 2020 по 10 марта 2023 года — директор Департамента международной информационной безопасности МИД России (создан Указом Президента Российской Федерации от 27 декабря 2019 года № 626).

## Основные работы
Андрей Владимирович — автор ряда публикаций:
- «Американская политика „партнерства“ в восточноазиатском регионе», 1980.
- «Политика США в Индийском океане», 1984.

Также Крутских А. В. является главным редактором и соавтором учебников для вузов: «Технологический прогресс и современные международные отношения» 2004 года, «Международная информационная безопасность: теория и практика» 2019 года.

## Награды
- Орден Почёта (8 ноября 2023) — за большой вклад в реализацию внешнеполитического курса Российской Федерации и многолетнюю добросовестную службу[6].
- Орден Дружбы (9 августа 2019) — за большой вклад в реализацию внешнеполитического курса Российской Федерации и многолетнюю добросовестную дипломатическую службу[7].
- Медаль ордена «За заслуги перед Отечеством» I степени (25 мая 2015) — за большой вклад в реализацию внешнеполитического курса Российской Федерации и многолетнюю добросовестную работу[8].
- Медаль ордена «За заслуги перед Отечеством» II степени (14 мая 2010) — за большой вклад в реализацию внешнеполитического курса Российской Федерации и многолетнюю добросовестную работу, заслуги в научно-педагогической деятельности и подготовке высококвалифицированных специалистов[9].
- Знак отличия «За безупречную службу» XXX лет (11 октября 2004) — за достигнутые трудовые успехи и многолетнюю добросовестную работу[10].
- Благодарность президента Российской Федерации (9 января 2010) — за большой вклад в обеспечение председательства Российской Федерации в Шанхайской организации сотрудничества в 2008—2009 годах, подготовку заседания Совета глав государств — членов Шанхайской организации сотрудничества и первого саммита БРИК (Бразилия, Россия, Индия, Китай) в Екатеринбурге в 2009 году[11].